# الکساندرا پوترا
الکساندرا پوترا (به انگلیسی: Alexandra Putra) (زادهٔ ۲۰ سپتامبر ۱۹۸۶) شناگر اهل فرانسه است. او در المپیک ۲۰۰۸ بعنوان نماینده فرانسه در مسابقات شنا شرکت کرد. پوترا در مسابقات مسافت کوتاه قهرمانی اروپا ۲۰۰۸ قهرمان ماده کرال پشت ۲۰۰ متر شد.